# 汉江里站
汉江里站（：／ Hangangni yeok */?）曾为韩国铁路京元线上的一个车站，位于汉南站和玉水站之间，已于1944年废止，现在本站已被汉南站覆盖。

## 历史
- 1935年1月16日：开始使用[1]。
- 1944年3月31日：停用本站[2]。